# Georg Seidenschwang
Georg Seidenschwang (* 13. September 1891 in München; † 1971) war ein deutscher paramilitärischer Aktivist. Seidenschwang fungierte von 1926 bis 1928 als Führer der Münchner Sturmabteilung (SA).

## Leben und Tätigkeit
Seidenschwang, der von Beruf Kaufmann war, nahm mit der bayerischen Armee am Ersten Weltkrieg teil. 1920 trat er erstmals in die NSDAP ein. Im Jahr 1923 wurde Seidenschwang Kompanieführer der 4. Kompanie des Münchner SA-Regiments. In dieser Stellung nahm er am Hitler-Putsch vom November 1923 teil. Hierfür erhielt er später den Blutorden der NSDAP (Nr. 826).
Nach der Neugründung der NSDAP im Jahr 1925 trat Seidenschwang dieser erneut bei (Mitgliedsnummer 65).
1926 wurde Seidenschwang von Adolf Hitler als Kommandeur der SA in München ausgewählt. Der von Seidenschwang als SA-Führer gesteuerte Kurs einer unbedingten Legalität führte dazu, dass große Teile der stark aktivistisch eingestellten Münchner SA, die direkte Aktionen, die sich über die Grenzen der Legalität hinwegsetzten, als Mittel des politischen Kampfes bevorzugten, im Frühjahr 1927 gegen seine Führung aufbegehrten. Als Rädelsführer der Münchner SA-Revolte, die sich hieraus entwickelte, trat schließlich der Führer des 9. Münchener SA-Sturms (Radfahrabteilung Roßbach) Edmund Heines in Erscheinung, der Seidenschwang eine lasche und schwunglose Amtsführung vorwarf. Im März 1927 versuchte Heines, unterstützt von anderen Münchner SA-Führern, Seidenschwang zu stürzen, was schließlich zur Eskalation der Krise führte. Heines ging in seinen Angriffen gegen die schwache Führung schließlich sogar dazu über, Hitler selbst anzugreifen, dem er vorhielt von „Bremsern“ und „Bonzen“ umgeben zu sein, womit in erster Linie Seidenschwang, der der SA nach Heines’ Meinung mit seiner spießigen Führung den Kampfgeist austreibe, gemeint war. Ende Mai 1927 sah Hitler sich schließlich gezwungen eine umfassende „Säuberung“ der Münchener SA durchzuführen, indem er Heines und mehr als 100 seiner Anhänger aus dieser durch den Untersuchungs- und Schlichtungsausschuss (USchlA) der Partei ausschließen ließ.
Im Herbst 1927 kam es zu Auseinandersetzungen zwischen der SA und der zivilen Parteiorganisation der NSDAP, die das Verhältnis beider Organisationen betrafen. Dabei schloss sich nun auch Seidenschwang, der im Frühjahr dem Radikalismus der SA noch entgegengetreten war, den Vorwürfen seiner SA-Leute, dass die Parteiorganisation bürokratisch und korrupt sei, an. Er spekulierte offen, dass in der politischen Leitung „verschiedenes faul“ sei. Die Folge waren vor allem Konflikte mit dem damaligen Propagandafunktionär Heinrich Himmler, der Seidenschwang unterstellte, dass er seine SA-Leute von den Besuchen der Zentralsprechabende der Parteigruppen absichtlich fernhalte, um die Parteiorganisation zu schwächen.
Anfang 1928 trat Seidenschwang schließlich als SA-Führer zurück. Offiziell wurde Seidenschwangs Rücktritt mit „gesundheitlichen Gründen“ begründet, tatsächlicher Grund waren laut den Forschungen von Mathias Rösch aber wohl seine „auffällige Führungsschwäche“ bei der Eindämmung der SA-Krise vom Frühjahr 1927 sowie die Auseinandersetzungen mit Heinrich Himmler im Herbst 1927. Nachfolger von Seidenschwang wurde Hans Zöberlein.

## Familie
Seidenschwang war verheiratet und hatte einen Sohn, Georg Seidenschwang (* 1919), der seit dem 1. Mai 1937 ebenfalls der NSDAP angehörte (Mitgliedsnummer 5.774.651).